# 対馬市立塩浦小学校
対馬市立塩浦小学校（つしましりつ しおうらしょうがっこう, Tsushima City Shioura Elementary School）は、長崎県対馬市豊玉町
鑓川（やりかわ）にあった公立小学校。2015年（平成27年）3月末に閉校した。

## 概要
歴史
1984年（昭和59年）に当時の豊玉村にあった小学校2校を統合して開校した。2009年（平成21年）に創立（統合）25周年を迎えた。2015年（平成27年）3月末に対馬市立豊玉小学校への統合により閉校。31年の歴史に幕を下ろした。
校章
波を模った絵を背景にして、中央に校名の「塩浦」の文字（縦書き）を置く。
校歌
作詞は塩浦小学校生徒職員一同、作曲は岡田京子による。歌詞は3番まであり、各番とも校名の「ぼくらのぼくらの塩浦小学校」で終わる。
校区
住所表記で対馬市豊玉町の後に「和板（わいた）、横浦（よこうら）、塩浜（しおはま）、見世浦（みせうら）、鑓川（やりかわ）、仁位字志賀原」が続く地区。
中学校区は対馬市立豊玉中学校。

## 沿革
旧・塩戸小学校（しおと）
- 1874年（明治7年）6月1日 - 「第五大学区第四中学区[5]（大船越学区）鑓川小学校」の開校が文部省によって正式に認可される。
- 1875年（明治8年）から1886年（明治19年）までの間 - 不明。
- 1887年（明治20年）- 小学校令により、中等科・初等科を廃止の上、簡易科を設置し、「仁位学区簡易鑓川小学校および賀谷分教場」、「簡易横浦小学校」、「簡易和坂小学校」が設置される。
- 1891年（明治24年）9月1日 - 上記3校を統合の上、尋常科（修業年限4ヶ年）を設置し、「仁位学区尋常鑓川小学校」に改称。賀谷分教場は存続。
- 1893年（明治26年）4月1日 - 校名を「鑓川尋常小学校」に改称（「尋常」の位置を変更）。
- 1901年（明治34年）4月 - 「塩戸尋常小学校」に改称。
- 1908年（明治41年）4月
  - 義務教育期間が尋常科4年から尋常科6年まで延長。これに伴い、尋常科5年を設置。下県郡仁位村が発足し、その所管となる。
  - 賀谷分教場を廃止。
- 1909年（明治42年）4月1日 - 尋常科6年を設置。塩浜分教場を設置。
- 1912年（大正元年）9月1日 - 塩浜分教場が分離の上、塩浜尋常小学校として独立。
- 1918年（大正7年）7月1日 - 塩戸農業補習学校を併置。
- 1921年（大正10年）4月1日 - 高等科を併置し、「塩戸尋常高等小学校」に改称（尋常科6年、高等科2年）。
- 1939年（昭和14年）6月1日 - 青年学校令により、併置の塩戸農業補習学校が塩戸青年学校に改称。
- 1941年（昭和16年）4月1日 - 国民学校令により、「仁位村立塩戸国民学校」に改称。尋常科を初等科に改称（初等科6年・高等科2年）。
- 1942年（明治17年）10月31日 - 併設の塩戸青年学校が廃止される。
- 1947年（昭和22年）4月1日 - 学制改革（六・三制の実施）。
  - 旧・塩戸国民学校の初等科が改組され、「仁位村立塩戸小学校」となる。
  - 旧・塩戸国民学校の高等科が改組され、仁位村立塩戸中学校となり小学校に併設。
- 1948年（昭和23年）4月1日 - 併設の仁位村立塩戸中学校が仁位村立塩浜中学校を統合。
- 1955年（昭和30年）3月20日 - 仁位村と奴加岳[6]村の合併により豊玉村が発足。これに伴い、「豊玉村立塩戸小学校・中学校」に改称。
- 1963年（昭和38年）7月 - 校章・帽章を制定。
- 1964年（昭和39年）5月 - 校旗を制定。
- 1972年（昭和47年）3月 - 学校林を植樹。
- 1975年（昭和50年）4月1日 - 豊玉村の町制施行により、「豊玉町立塩戸小学校・中学校」に改称。
- 1976年（昭和51年）4月1日 - 豊玉町立塩戸中学校の閉校[7]に伴い、併設を解消し単独校となる。
- 1984年（昭和59年）3月31日 - 統合のため閉校。

旧・塩浜小学校（しおはま）
- 1909年（明治42年）4月1日 - 「塩戸尋常小学校塩浜分教場」が設置。
- 1911年（明治44年）4月25日 - 校舎を新築。
- 1912年（大正元年）9月1日 - 塩戸尋常小学校から分離の上、「塩浜尋常小学校」として独立（尋常科6年）。
- 1939年（昭和14年）2月28日 - 高等科を併置し、「塩浜尋常高等小学校」となる（尋常科6年、高等科2年）。
- 1941年（昭和16年）4月1日 - 国民学校令により、「仁位村立塩浜国民学校」に改称。尋常科を初等科に改称（初等科6年・高等科2年）。
- 1945年（昭和20年）5月17日 - 後援会が発足。
- 1947年（昭和22年）4月1日 - 学制改革（六・三制の実施）。
  - 旧・塩浜国民学校の初等科が改組され、「仁位村立塩浜小学校」となる。
  - 旧・塩浜国民学校の高等科が改組され、仁位村立塩浜中学校となり小学校に併設。
- 1948年（昭和23年）
  - 4月1日 - 併設の仁位村立塩浜中学校が仁位村立塩戸中学校に統合される。これに伴い、併設を解消し単独校となる。
  - 4月16日 - 後援会が解散し、PTAが発足。
- 1950年（昭和25年）3月8日 - 校舎が完成。
- 1954年（昭和29年）10月13日 - 運動場を拡張。
- 1955年（昭和30年）3月20日 - 仁位村と奴加岳[6]村の合併により豊玉村が発足。これに伴い、「豊玉村立塩浜小学校」に改称。
- 1956年（昭和31年）7月6日 - JRCを結成。
- 1959年（昭和34年）9月9日 - 校舎を増築。
- 1962年（昭和37年）2月25日 - 運動場を拡張。
- 1964年（昭和39年）3月17日 - 簡易水道が完成。
- 1965年（昭和40年）4月16日 - 学校給食を開始。
- 1966年（昭和41年）9月1日 - 高度へき地給食を開始。
- 1968年（昭和43年）5月5日 - 校門が完成。
- 1969年（昭和44年）3月22日 - 校旗を制定。
- 1970年（昭和45年）5月22日 - 校庭にブランコを設置。
- 1971年（昭和46年）6月29日 - 校庭に滑り台を設置。
- 1975年（昭和50年）4月1日 - 豊玉村の町制施行により、「豊玉町立塩浜小学校」に改称。
- 1979年（昭和54年） - 低鉄棒を設置。
- 1984年（昭和59年）3月31日 - 統合のため、閉校。

塩浦小学校
- 1984年（昭和59年）4月1日 - 豊玉町立小学校2校（塩戸・塩浜）を統合し、「豊玉町立塩浦小学校」が開校。
- 2004年（平成16年）3月1日 - 対馬市の発足に伴い、「対馬市立塩浦小学校」となる。
- 2015年（平成27年）3月31日 - 閉校。

## アクセス
最寄りのバス停
- 対馬交通 仁位・小鹿線「塩浦小前」バス停

最寄りの道路
- 国道382号
- 長崎県道39号上対馬豊玉線

## 周辺
- 対馬南警察署浦底警察官駐在所
- 九州電力送配電豊玉発電所
- 敷島神社
- 紅福寺
- 対馬市立塩浜へき地保育所（2011年（平成23年）3月31日廃止）
- 塩浜簡易郵便局
- 豊玉の猪垣（長崎県文化財）[8]